# Обеззараживание

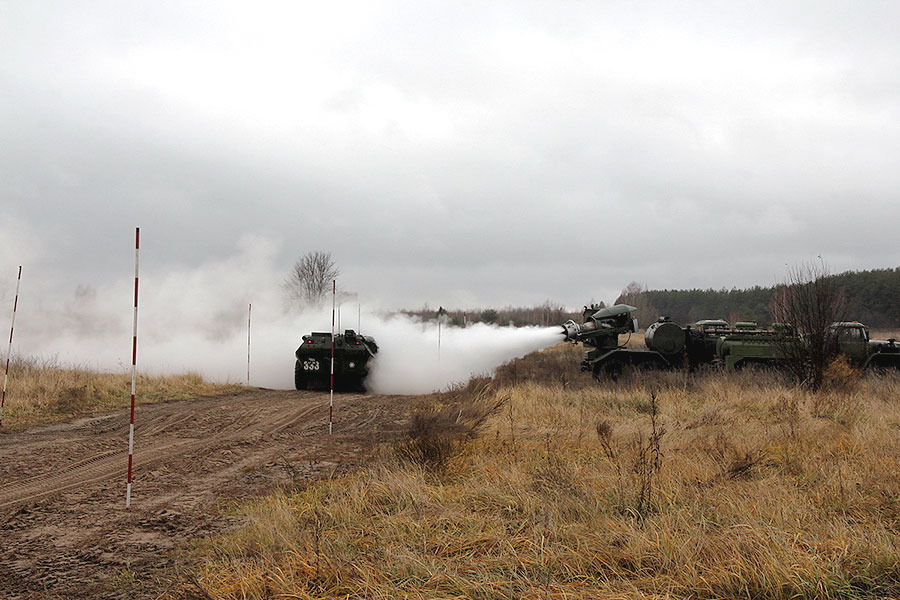
Специальная обработка техники при помощи ТМС-65У

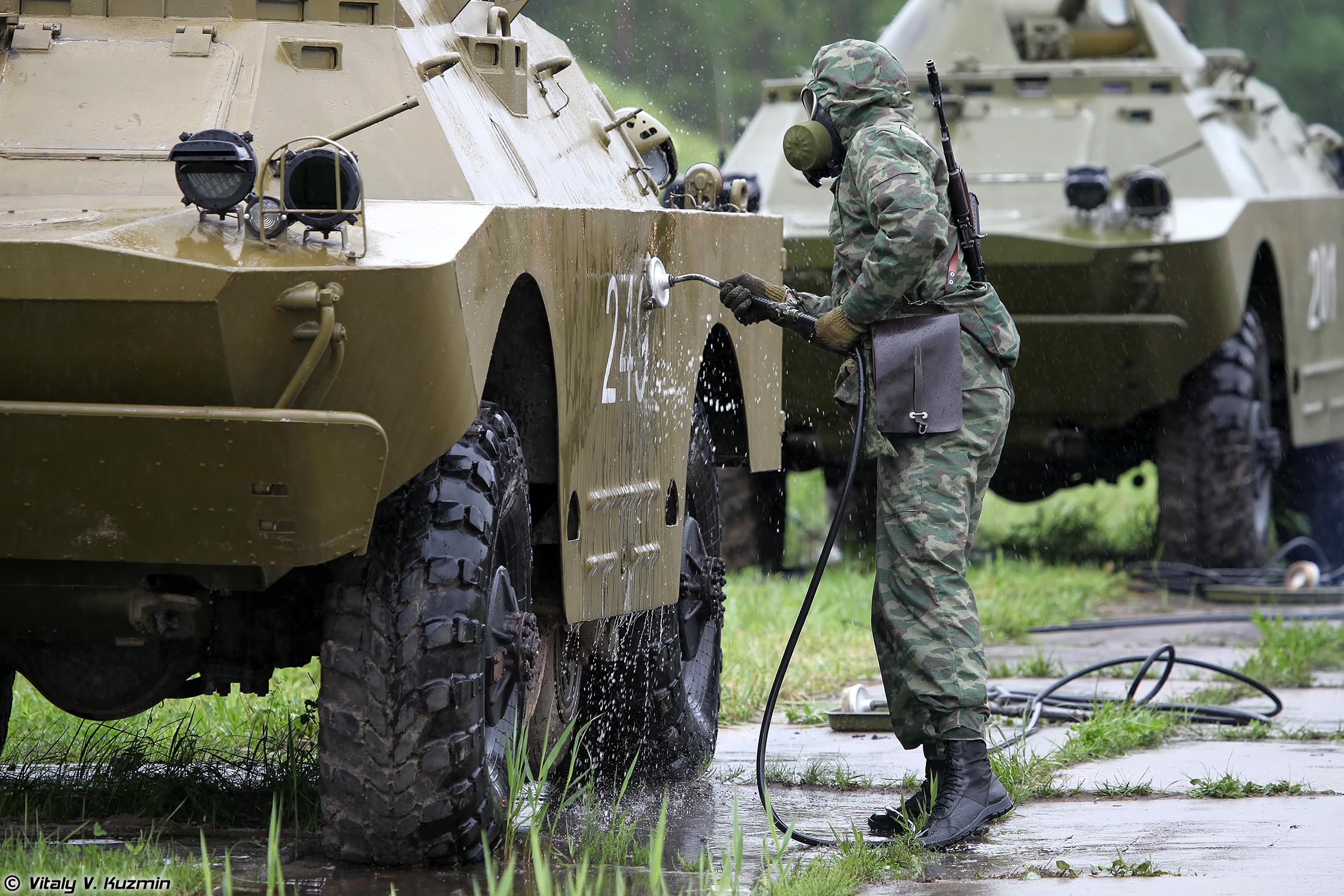
Специальная обработка техники при помощи АРС-14КМ

Обеззараживание — широкое понятие, включающее проведение работ по дезактивации, дегазации, дезинфекции и дезинсекции.
Обеззараживание проводимое с целью удаления радиоактивных веществ, отравляющих веществ, бактериальных средств для недопущения поражения личного состава войск и населения называется специальной обработкой. Специальная обработка является одним из мероприятий по ликвидации последствий применения противником оружия массового поражения. Она организуется штабами соединений и частей всех родов войск и проводится силами самих войск или штатными подразделениями войск РХБ защиты с использованием табельных средств. Она включает: дегазацию, дезактивацию, дезинфекцию и в зависимости от обстановки, наличия времени и средств, может быть частичной или полной. Специальная обработка включает также санитарную обработку людей. Специальная обработка производится войсками радиационной, химической и биологической защиты, а также формированиями гражданской обороны или санитарным персоналом[неизвестный термин] в зонах химического, радиационного и биологического заражения.
Обеззараживанию могут подвергаться территория, транспортные средства, здания и сооружения, одежда и обувь, кожные и слизистые покровы, вода, фураж, зерно и так далее.